# Sept-Saulx
Sept-Saulx [sɛt so] est une commune française, située dans le département de la Marne en région Grand Est.

## Géographie

### Localisation
Sept-Saulx est un village périurbain de la Marne situé à vol d'oiseau à  21 km au sud-est de Reims et à 22 km au nord-ouest de Châlons-en-Champagne.
La commune se trouve dans l'aire d'attraction de Reims ainsi que dans sa zone d'emploi; et dans le bassin de vie de Mourmelon-le-Grand.

### Communes limitrophes
Les communes limitrophes sont  Baconnes, Billy-le-Grand, Les Petites-Loges, Livry-Louvercy, Mourmelon-le-Petit, Prosnes et Val-de-Vesle.
| Val-de-Vesle      | Prosnes        | Baconnes           |
|                   | Sept-Saulx     | Mourmelon-le-Petit |
| Les Petites-Loges | Billy-le-Grand | Livry-Louvercy     |

### Géologie et relief
La superficie de la commune est de 18,30 km2 ; son altitude varie de 91  à   151 mètres.

### Hydrographie

#### Réseau hydrographique

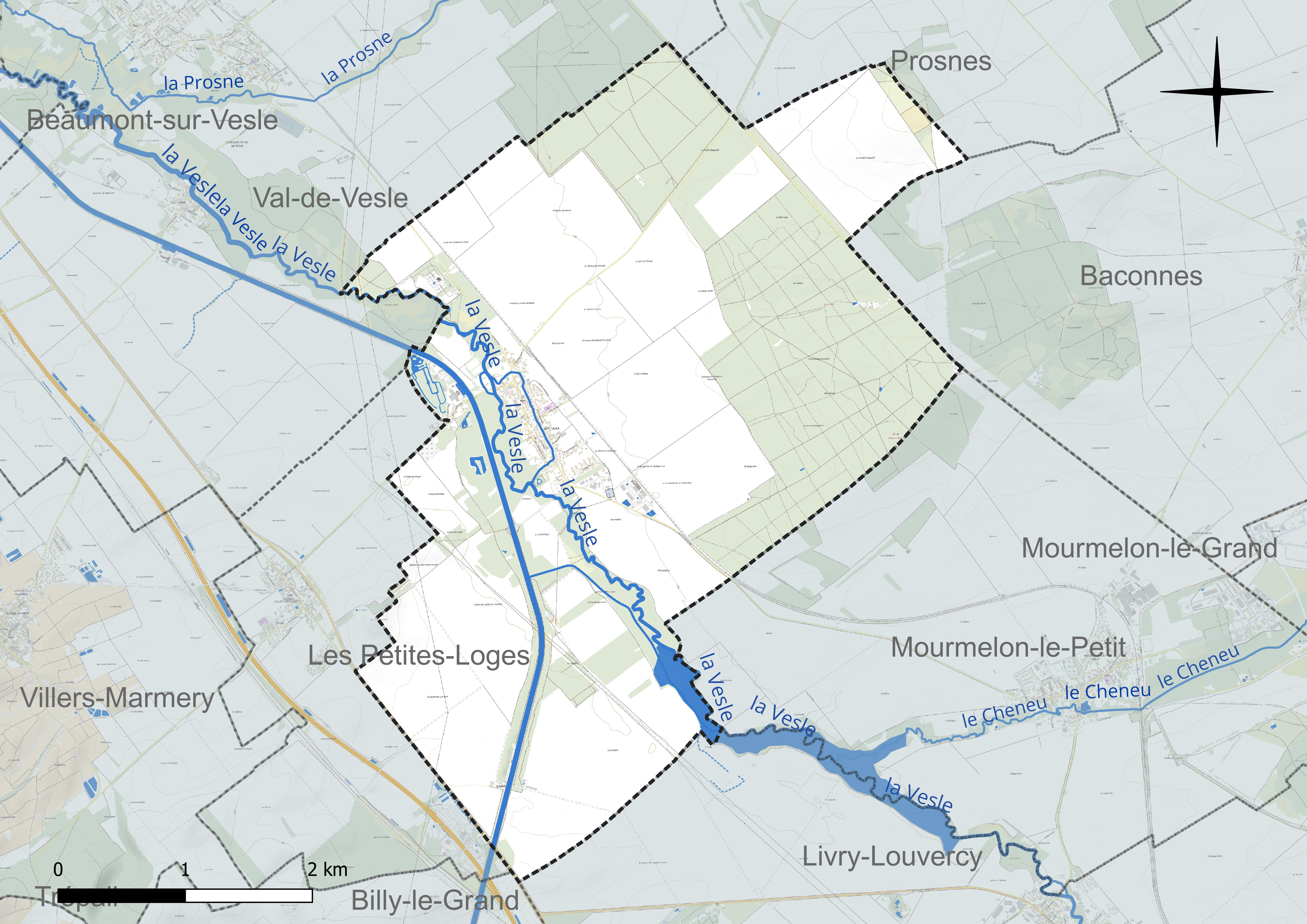
Réseau hydrographique de Sept-Saulx.

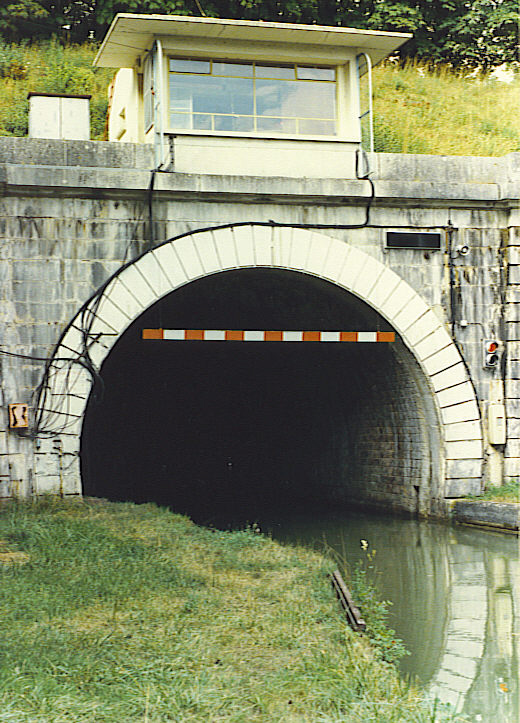
Le canal à l'entrée du tunnel de Mont de Billy..

La commune est dans la région hydrographique « la Seine du confluent de l'Oise (inclus) à l'embouchure » au sein du bassin Seine-Normandie.
Elle est drainée par la Vesle, le canal de la Marne à l'Aisne et la rigole d'Alimentation de Sept-Saulx,.
La Vesle, d'une longueur de 139 km, prend sa source dans la commune de Somme-Vesle et se jette  dans l'Aisne à Ciry-Salsogne, après avoir traversé 52 communes.
Depuis 1866, le canal de l'Aisne à la Marne reliant Berry-au-Bac à Condé-sur-Marne permet à Reims d'avoir un accès à la Marne à partir des canaux de l'Aisne. Construit à partir du 9 mars 1842, ce canal à bief de partage possède une longueur de 58 km et a permis, lorsque cette voie maritime a été reliée en 1861 par le canal de la Marne au Rhin, de former une grande ligne de navigation qui permit de relier Strasbourg à Lille en passant par le Rhin. Il est mis au gabarit Freycinet entre 1878 et 1883,.

#### Gestion et qualité des eaux
Le territoire communal est couvert par le schéma d'aménagement et de gestion des eaux (SAGE) « Aisne Vesle Suippe ». Ce document de planification, dont le territoire s’étend sur 3 096 km2 répartis sur trois départements (Aisne, Marne et Ardennes) et deux régions (Champagne-Ardenne et Picardie), a été approuvé le 16 décembre 2013. La structure porteuse de l'élaboration et de la mise en œuvre est le Syndicat d’aménagement des bassins Aisne Vesle Suippe (SIABAVES).
La qualité des cours d’eau peut être consultée sur un site dédié géré par les agences de l’eau et l’Agence française pour la biodiversité.

### Climat
Pour des articles plus généraux, voir Climat du Grand Est et Climat de la Marne.
En 2010, le climat de la commune est de type climat océanique dégradé des plaines du Centre et du Nord, selon une étude du Centre national de la recherche scientifique s'appuyant sur une série de données couvrant la période 1971-2000. En 2020, Météo-France publie une typologie des climats de la France métropolitaine dans laquelle la commune est exposée à un climat océanique altéré et est dans la région climatique Nord-est du bassin Parisien, caractérisée par un ensoleillement médiocre, une pluviométrie moyenne régulièrement répartie au cours de l’année et un hiver froid (3 °C).
Pour la période 1971-2000, la température annuelle moyenne est de 10,3 °C, avec une amplitude thermique annuelle de 15,7 °C. Le cumul annuel moyen de précipitations est de 665 mm, avec 10,7 jours de précipitations en janvier et 8,2 jours en juillet. Pour la période 1991-2020, la température moyenne annuelle observée sur la station météorologique de Météo-France la plus proche, « Mourmelon-grand », sur la commune de Mourmelon-le-Grand à 8 km à vol d'oiseau, est de 10,6 °C et le cumul annuel moyen de précipitations est de 651,4 mm. 
La température maximale relevée sur cette station est de 41,3 °C, atteinte le 25 juillet 2019 ; la température minimale est de −19,7 °C, atteinte le 7 février 2012,,.
Les paramètres climatiques de la commune ont été estimés pour le milieu du siècle (2041-2070) selon différents scénarios d'émission de gaz à effet de serre à partir des nouvelles projections climatiques de référence DRIAS-2020. Ils sont consultables sur un site dédié publié par Météo-France en novembre 2022.

## Urbanisme

### Typologie
Au 1er janvier 2024, Sept-Saulx est catégorisée commune rurale à habitat dispersé, selon la nouvelle grille communale de densité à sept niveaux définie par l'Insee en 2022.
Elle est située hors unité urbaine. Par ailleurs la commune fait partie de l'aire d'attraction de Reims, dont elle est une commune de la couronne,. Cette aire, qui regroupe 294 communes, est catégorisée dans les aires de 200 000 à moins de 700 000 habitants,.

### Occupation des sols

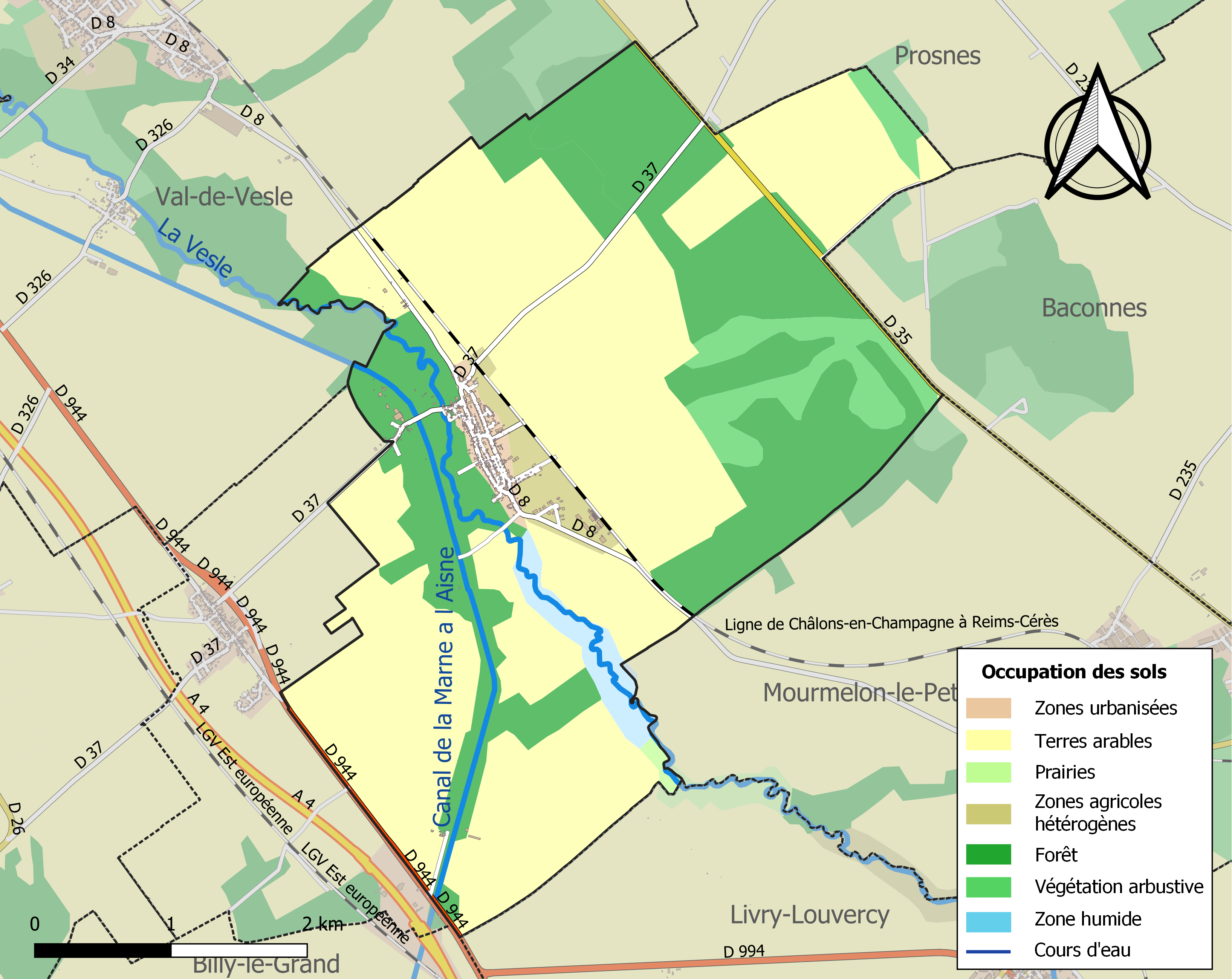
Carte des infrastructures et de l'occupation des sols de la commune en 2018 (CLC).

L'occupation des sols de la commune, telle qu'elle ressort de la base de données européenne d’occupation biophysique des sols Corine Land Cover (CLC), est marquée par l'importance des territoires agricoles (59 % en 2018), une proportion sensiblement équivalente à celle de 1990 (58,9 %).
La répartition détaillée en 2018 est la suivante : terres arables (56,3 %), forêts (32,4 %), milieux à végétation arbustive et/ou herbacée (5,1 %), zones agricoles hétérogènes (2,4 %), zones humides intérieures (2 %), zones urbanisées (1,4 %), prairies (0,3 %).
L'évolution de l’occupation des sols de la commune et de ses infrastructures peut être observée sur les différentes représentations cartographiques du territoire : la carte de Cassini (XVIIIe siècle), la carte d'état-major (1820-1866) et les cartes ou photos aériennes de l'IGN pour la période actuelle (1950 à aujourd'hui).

### Habitat et logement
En 2021, le nombre total de logements dans la commune était de 271, alors qu'il était de 235 en 2016 et de 215 en 2011.
Parmi ces logements, 94,3 % étaient des résidences principales, 1,2 % des résidences secondaires et 4,5 % des logements vacants. Ces logements étaient pour 98,3 % d'entre eux des maisons individuelles et pour 0,8 % des appartements.
Le tableau ci-dessous présente la typologie des logements à Sept-Saulx en 2021 en comparaison avec celle de la Marne et de la France entière. Une caractéristique marquante du parc de logements est ainsi la faible proportion des résidences secondaires et logements occasionnels (1,2 %) par rapport au département (3,4 %) et à la France entière (9,7 %).
| Typologie                                               | Sept-Saulx | Marne | France entière |
| ------------------------------------------------------- | ---------- | ----- | -------------- |
| Résidences principales (en %)                           | 94,3       | 87,5  | 82,2           |
| Résidences secondaires et logements occasionnels (en %) | 1,2        | 3,4   | 9,7            |
| Logements vacants (en %)                                | 4,5        | 9,1   | 8,1            |

### Voies de communication et transports

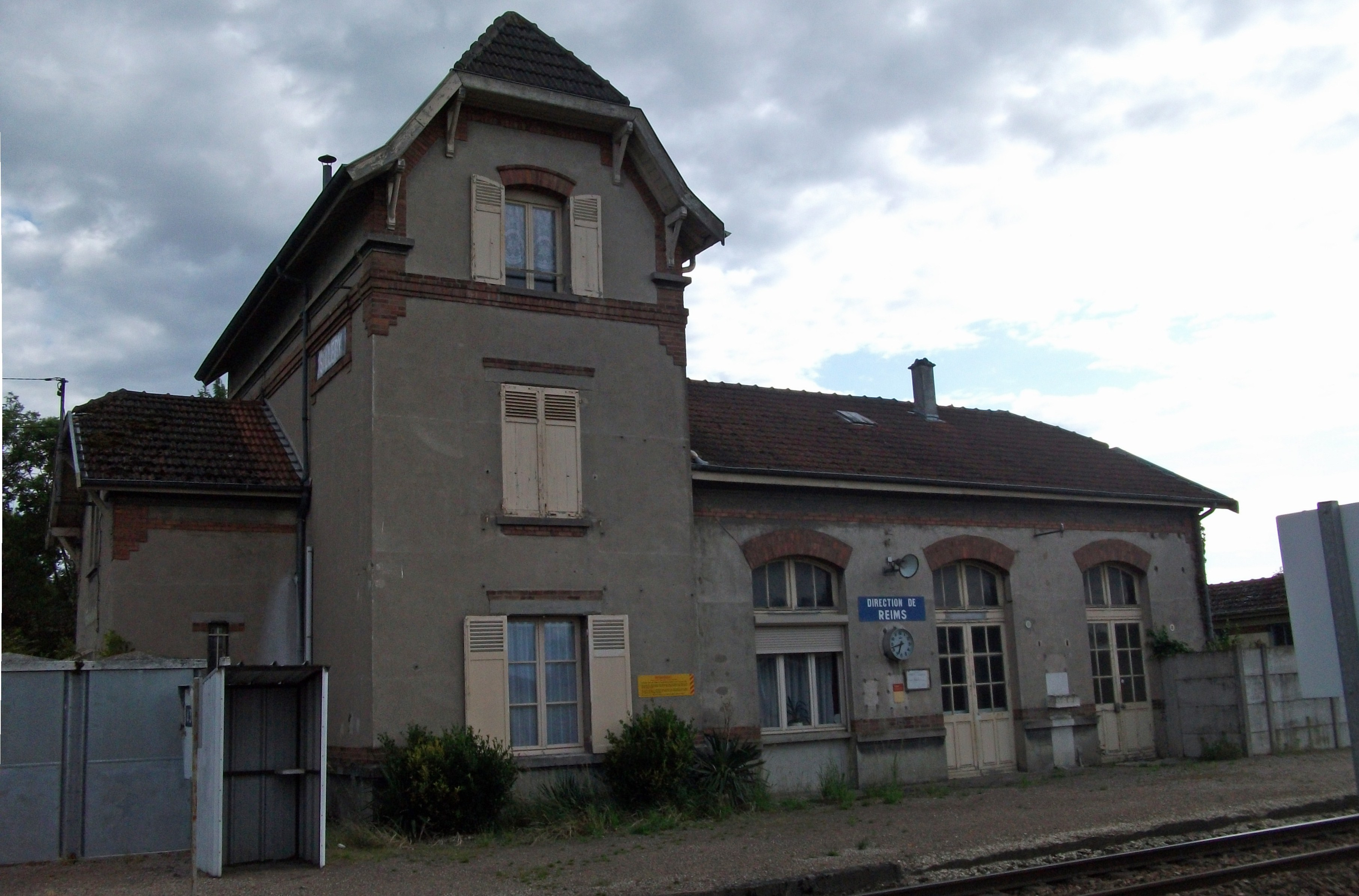
La gare en 2012.

Le territoire communal est limité au sud-ouest par l'ancienne route nationale 44 (actuelle RD 944) et tangenté par l'autoroute A4.
La gare de Sept-Saulx, située sur la ligne de Châlons-en-Champagne à Reims-Cérès, est desservie par les trains du réseau TER Grand Est  reliant Reims à Châlons-en-Champagne.

## Toponymie
Le nom de la localité est attesté sous les formes Septem Salices (milieu du IXe siècle) ; Septem Sallices (1236) ; Set-Sauz (1272) ; Sepsaus (vers 1274) ; Setsaus (1298) ; Septsaus (1322) ; Sept-Saulz (1361) ; Sept-Saux (1363) ; Sept-Saulx (1367) ; Sept-Solz (1384) ; Sept-Saulx lès Reins (1429) ; Seisaulx (1556) ; Sept-Seaulx (1769).
Il s'agit d'une formation toponymique médiévale formée des éléments d'oïl : le numéral sept et le pluriel de sauz « saule » (cf. marsault), mot issu du latin salix,.
Remarques : les attestations primitives ont été correctement latinisées pour s'intégrer dans des textes rédigés en latin médiéval. L'ancien et moyen français d’origine latine saus, sauz, saulx a été évincé vers le XVIIe siècle par le mot saule issu du vieux bas francique *salha > *sahla de même origine que l'anglais sallow et l'allemand Sal(weide). En revanche sauz / saus, dérivé avec l'ancien suffixe -ey / -aye devenu -aie (comme dans chênaie, hêtraie, etc.), s'est notamment perpétué dans les nombreux le Saussey, La Saulsaie, la Saussaye, etc. c'est-à-dire « la saulaie ».

## Histoire

### Moyen Âge

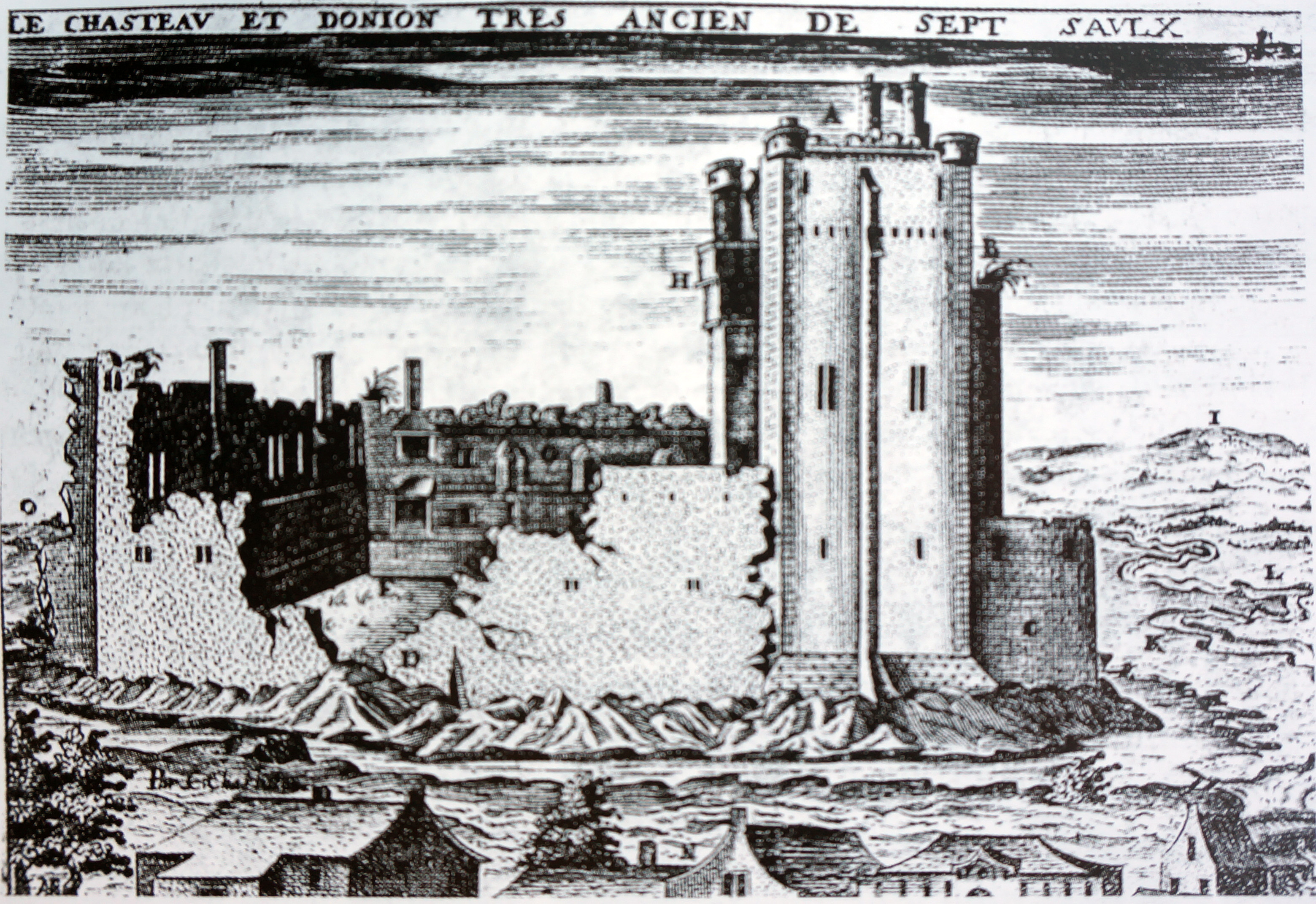
L'ancien château.

Il y avait au Moyen Âge, un château fort datant du XIIe siècle, dont il ne reste aujourd'hui que la chapelle. Le château a été construit par les archevêques de Reims pour faire cesser le rançonnement des voyageurs entre Châlons et Reims. Henri de France (1121-1175) menait depuis là une expédition contre les hommes d'armes rançonneurs de la motte de Sampigny. La construction fut rapidement menée par un accord avec les moines de l'abbaye Saint-Basle de Verzy contre redevance. Par les dons de saint Timothé et saint Remi de Reims, mais aussi par les bâtisseurs qui chassèrent les moines desservant l'église, confisquèrent des pierres de l'église, du bois de la forêt, pressuré les habitants de deux villages. S'étant plaint l'abbé fut emprisonné et dut payer une rançon de cent livres. Le pape Alexandre III dut intervenir par une lettre du 16 juin 1171.
Il aurait reçu la visite de Jeanne d'Arc et Charles VII de France qui y passèrent la nuit du 15 juillet 1429, invité par le propriétaire Jean de Sarrebruck, évêque de Châlons-sur-Marne, puis le lendemain entra dans la cité des sacres.

### Époque contemporaine

Sept-Saulx au tout début du XXe siècle
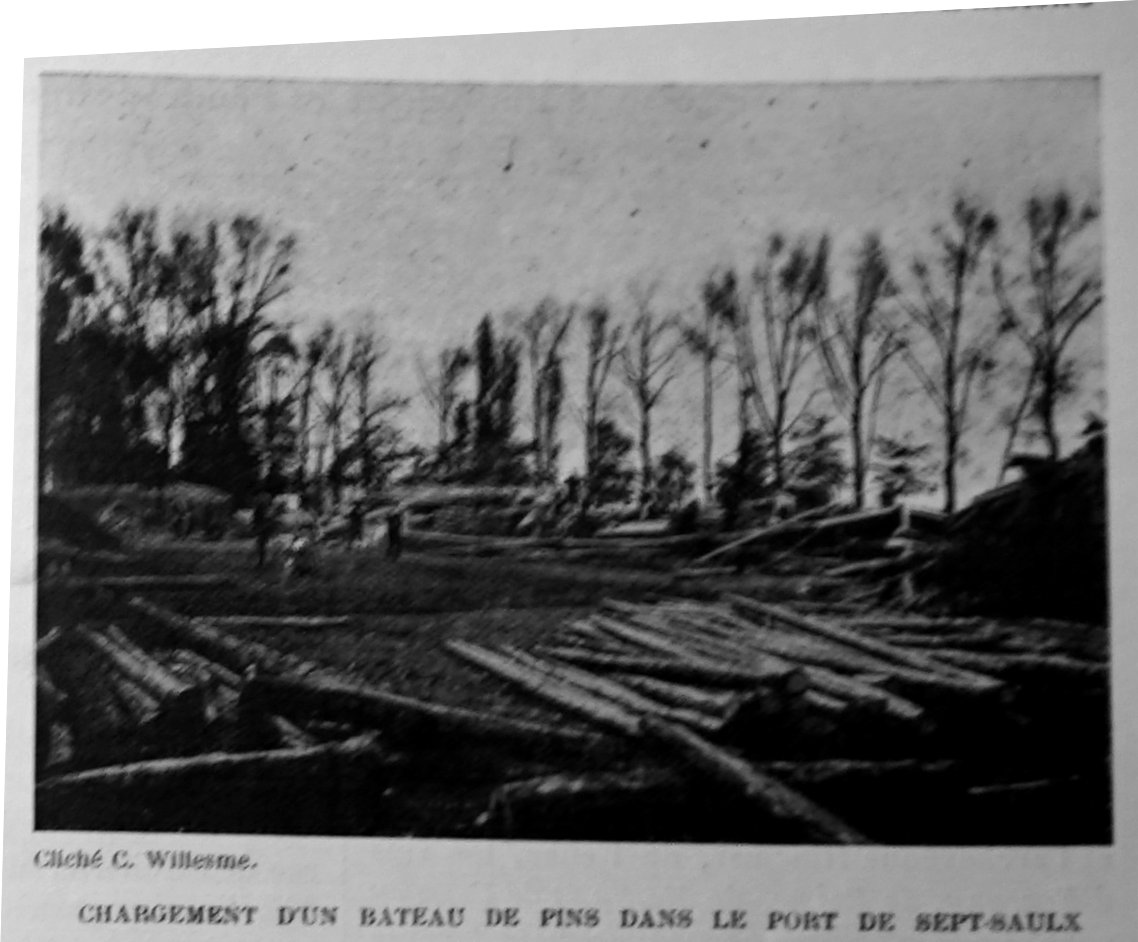
Le port sur le canal avant 1909.
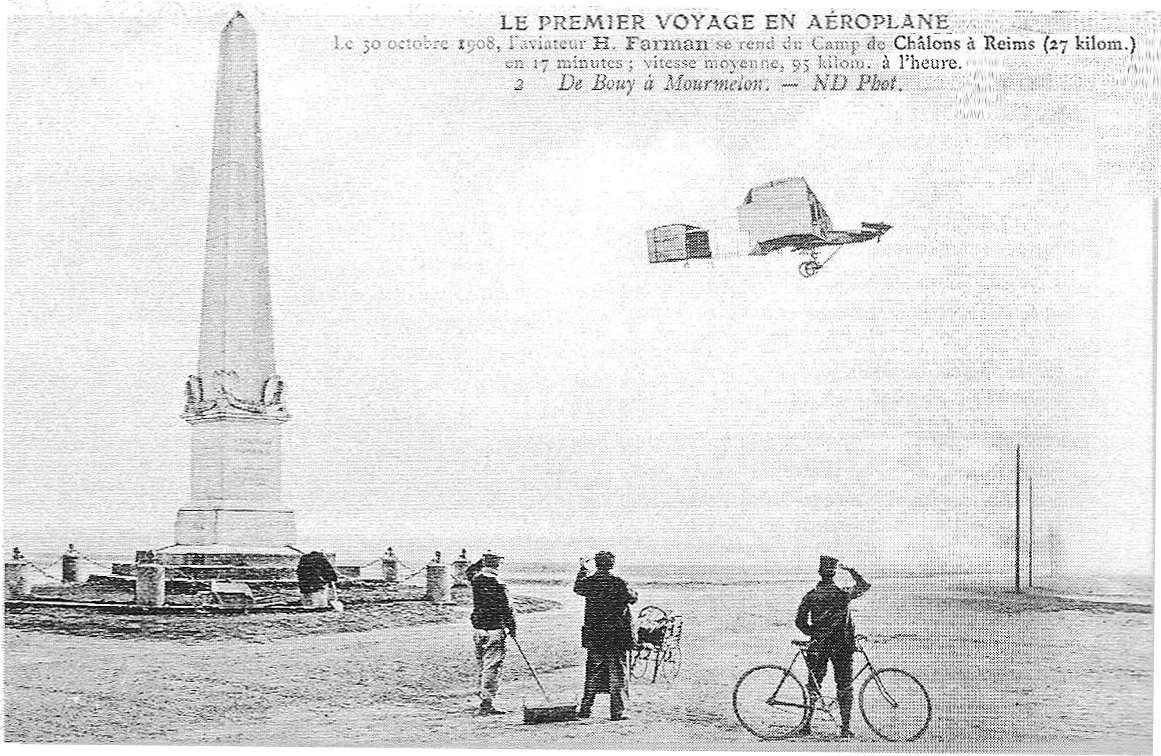
Henri Farman survole Sept-Saulx le 30 octobre 1908, lors du « premier voyage en aéroplane »

Le village a subi d'importantes destructions durant la Première Guerre mondiale et a  été décoré de la Croix de guerre 1914-1918, le 1er octobre 1920.
Il subit de nouvelles destructions durant la Seconde Guerre mondiale et n'est plus que ruines à la Libération.

## Politique et administration

### Rattachements administratifs et électoraux

#### Rattachements administratifs
La commune se trouve dans l'arrondissement de Reims du département de la Marne.
Elle faisait partie depuis 1801 du canton de Verzy. Dans le cadre du redécoupage cantonal de 2014 en France, cette circonscription administrative territoriale a disparu, et le canton n'est plus qu'une circonscription électorale.

#### Rattachements électoraux
Pour les élections départementales, la commune fait partie depuis 2014 du canton de Mourmelon-Vesle et Monts de Champagne.
Pour l'élection des députés, elle fait partie de la troisième circonscription de la Marne.

### Intercommunalité
La commune était membre de la communauté de communes des Rives de Prosne et Vesle, un établissement public de coopération intercommunale (EPCI) à fiscalité propre créé fin 1992 et auquel la commune avait transféré un certain nombre de ses compétences, dans les conditions déterminées par le code général des collectivités territoriales.
Conformément aux prescriptions de la loi de réforme des collectivités territoriales du 16 décembre 2010, qui a prévu le renforcement et la simplification des intercommunalités et la constitution de structures intercommunales de grande taille, et conformément aux prévisions du schéma départemental de coopération intercommunale (SDCI) de la Marne du 15 décembre 2011, cette intercommunalité a fusionné avec la communauté de communes des Forêts et Coteaux de la Grande Montagne (CCFCGM), qui regroupait cinq communes et la communauté de communes Vesle-Montagne de Reims (CCVMR), qui regroupait neuf communes, auxquelles s'est jointe la commune isolée de Villers-Marmery pour former, le 1er janvier 2014, la  communauté de communes Vesle et Coteaux de la Montagne de Reims.
Une seconde fusion intervient dans le cadre de la loi portant nouvelle organisation territoriale de la République du 7 août 2015, et huit intercommunalités se regroupent pour former le 1er janvier 2017, la communauté urbaine dénommée le Grand Reims, dont est désormais membre la commune.

### Liste des maires
| Période                                  | Période                      | Identité        | Étiquette | Qualité |
| ---------------------------------------- | ---------------------------- | --------------- | --------- | --- |
| Les données manquantes sont à compléter. |                              |                 |           | |
|                                          |                              |                 |           | |
| avant 2002                               | 2008                         | Denis Jolly     |           | |
| mars 2008                                | En cours (au 5 juillet 2024) | Valérie Chaumet |           | Responsable administrative et financière dans une agence de communication Réélue pour le mandat 2020-2026, |

## Équipements et services publics

### Enseignement
Les enfants de la commune sont scolarisés avec ceux de Prosnes dans le cadre d'un regroupement pédagogique intercommunal (RPI). Un pôle scolaire comprenant accueil périscolaire et cantine se trouve à Sept-Saulx.

## Population et société
Les habitants de Sept-Saulx se nomment les Septem-Saliciens et Septem-Saliciennes.

### Démographie
L'évolution du nombre d'habitants est connue à travers les recensements de la population effectués dans la commune depuis 1793. Pour les communes de moins de 10 000 habitants, une enquête de recensement portant sur toute la population est réalisée tous les cinq ans, les populations de référence des années intermédiaires étant quant à elles estimées par interpolation ou extrapolation. Pour la commune, le premier recensement exhaustif entrant dans le cadre du nouveau dispositif a été réalisé en 2008.

En 2022, la commune comptait 689 habitants, en évolution de +13,88 % par rapport à 2016 (Marne : −1,19 %, France hors Mayotte : +2,11 %).
| 1793 | 1800 | 1806 | 1821 | 1831 | 1836 | 1841 | 1846 | 1851 |
| ---- | ---- | ---- | ---- | ---- | ---- | ---- | ---- | ---- |
| 362  | 289  | 264  | 285  | 288  | 300  | 328  | 516  | 340  |

| 1856 | 1861 | 1866 | 1872 | 1876 | 1881 | 1886 | 1891 | 1896 |
| ---- | ---- | ---- | ---- | ---- | ---- | ---- | ---- | ---- |
| 438  | 389  | 380  | 326  | 315  | 300  | 306  | 273  | 303  |

| 1901 | 1906 | 1911 | 1921 | 1926 | 1931 | 1936 | 1946 | 1954 |
| ---- | ---- | ---- | ---- | ---- | ---- | ---- | ---- | ---- |
| 282  | 302  | 349  | 272  | 287  | 317  | 335  | 339  | 334  |

| 1962 | 1968 | 1975 | 1982 | 1990 | 1999 | 2006 | 2008 | 2013 |
| ---- | ---- | ---- | ---- | ---- | ---- | ---- | ---- | ---- |
| 343  | 332  | 337  | 338  | 484  | 510  | 560  | 574  | 593  |

| 2018 | 2022 | - | - | - | - | - | - | - |
| ---- | ---- | - | - | - | - | - | - | - |
| 626  | 689  | - | - | - | - | - | - | - |

## Économie
On y trouve trois entreprises industrielles, cinq artisans et un commerce[Quand ?][réf. nécessaire].

## Culture locale et patrimoine

### Lieux et monuments
- L'église Saint-Basle  Classée MH (1920)[35].

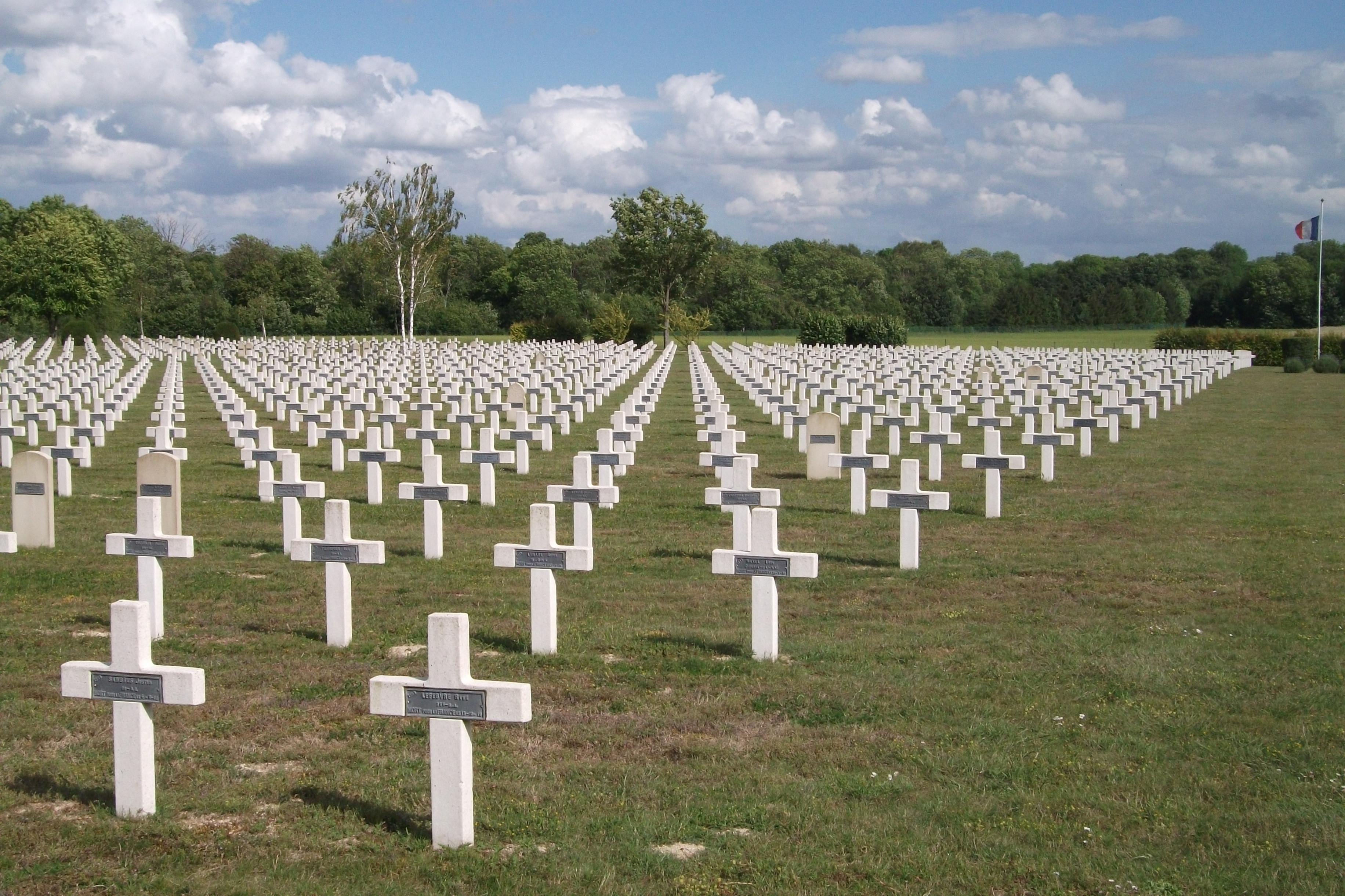
La nécropole nationale.

- La Nécropole nationale de Sept-Saulx abrite 3 043 soldats français tués au cours de la Première Guerre mondiale et deux soldats décédés lors de la Seconde Guerre mondiale. Créée en 1915, elle regroupe actuellement les anciens cimetières militaires de La Veuve, la Ferme de Moscou et du Mont de Billy ; le général Vanwaertmeulen y repose[36].
- Grinyland - Parc Nature et Loisirs de Sept-Saulx.
- Le château de Sept-Saulx a été construit de 1928 à 1930, par l'architecte décorateur Louis Süe, pour Édouard Mignot. Ses jardins ont été dessinés par l'architecte paysagiste Jean Claude Nicolas Forestier et le ferronnier d'art Richard Georges Desvallières[réf. nécessaire]. Il est inscrit en 2000 au titre des monuments historiques[37]
- Les tombes de  Powell, Button, Dent, Scott, Shepherd, Williams et Ingram comme soldats à  bord du Liberator. Le 15 avril 1943.
- Le territoire de la commune est traversé au nord par la voie romaine Reims - Bar-le-Duc (actuelle D 35), marquée par une borne rappelant les bornes milliaires élevée par Napoléon III.

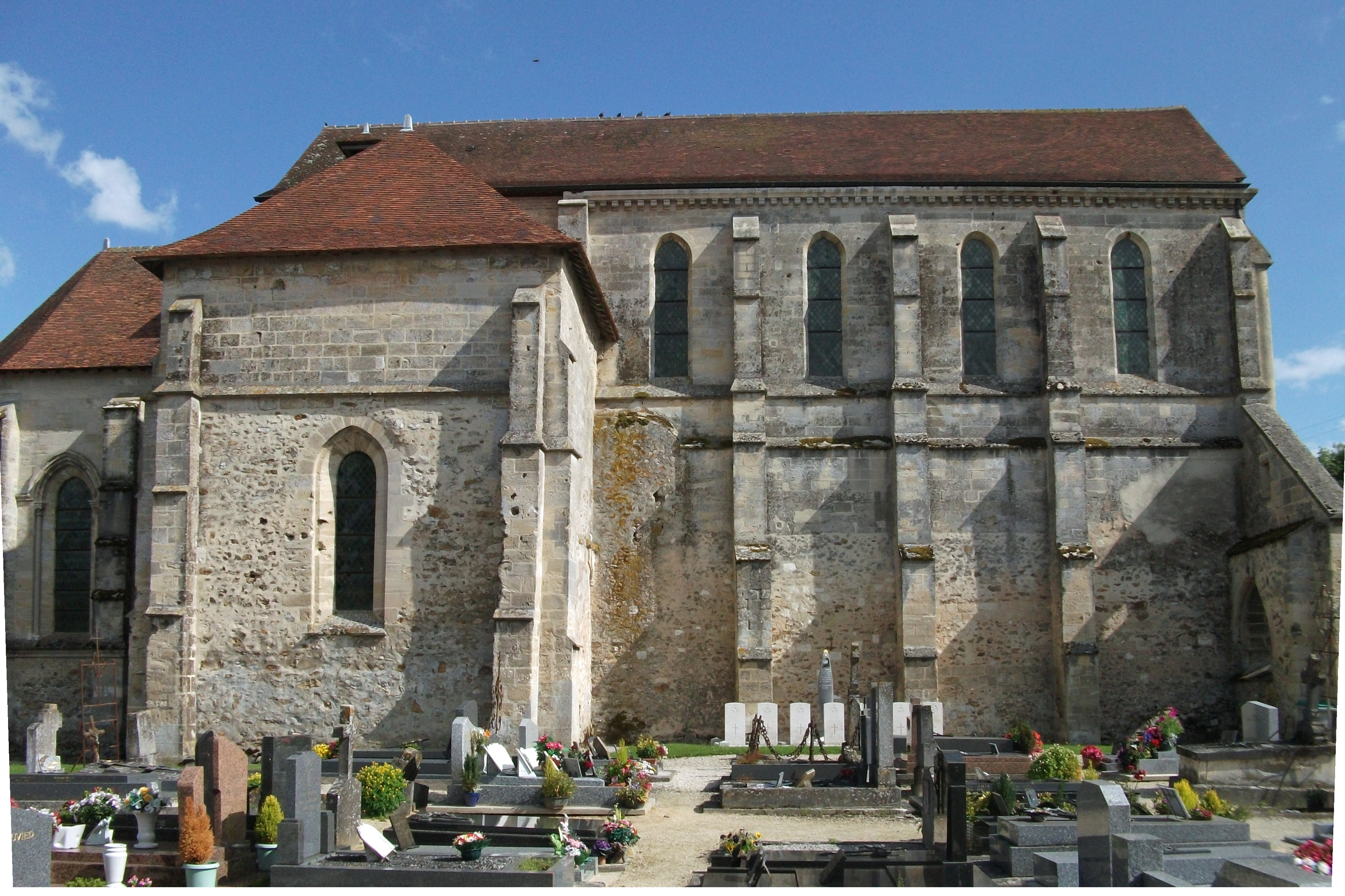
L'église Saint-Basle.
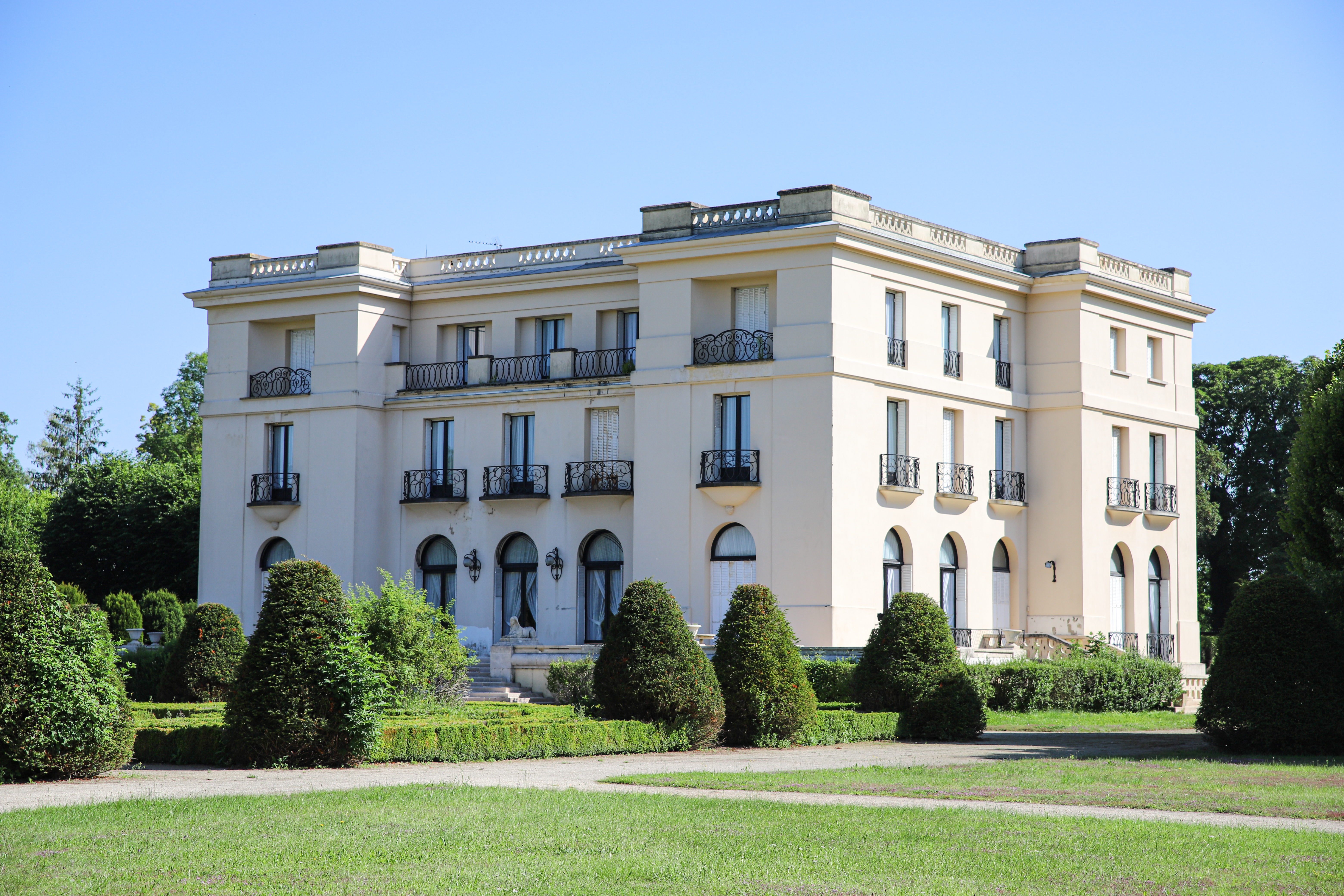
Le château.
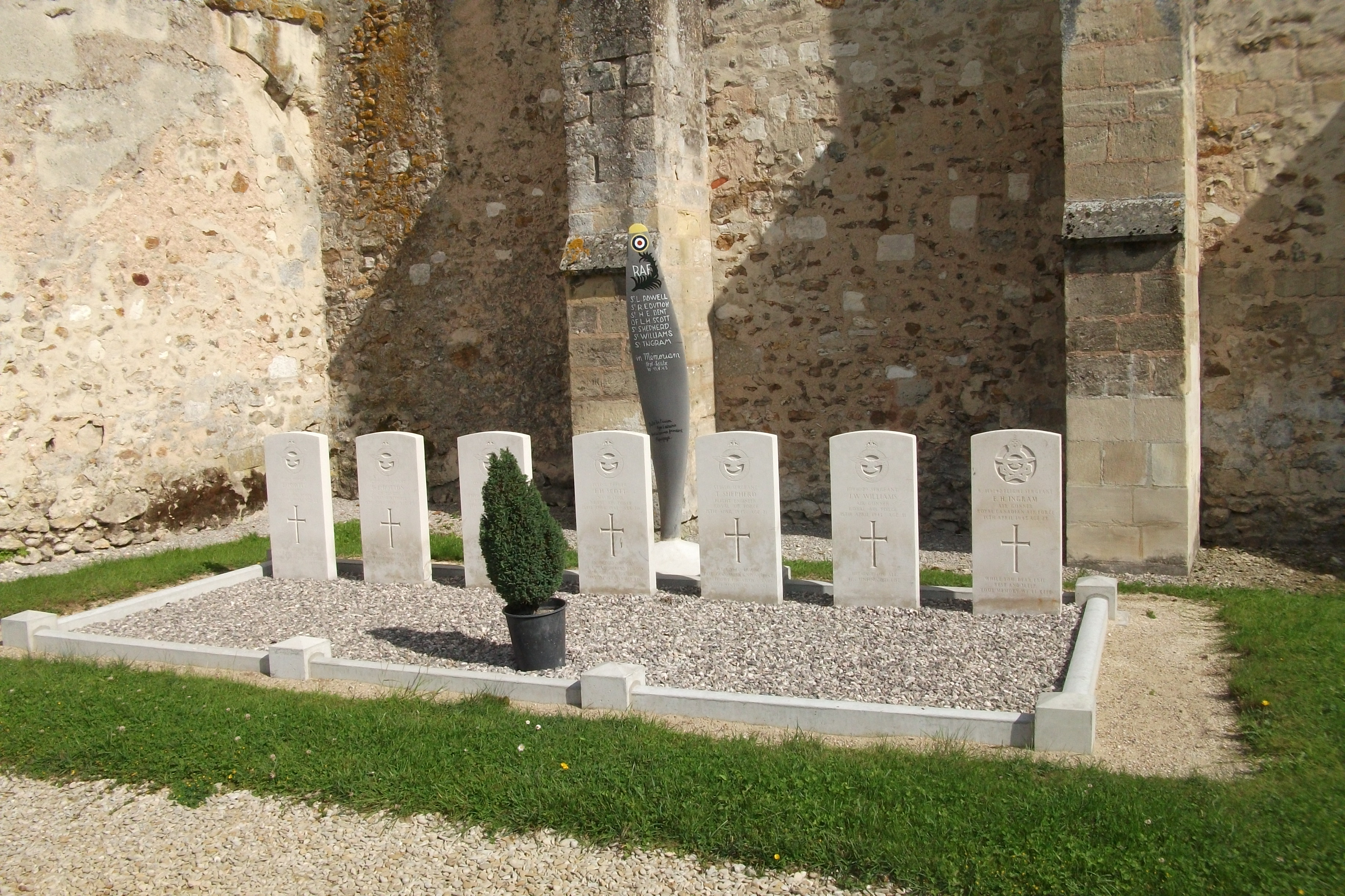
Tombes des aviateurs de la RAF.
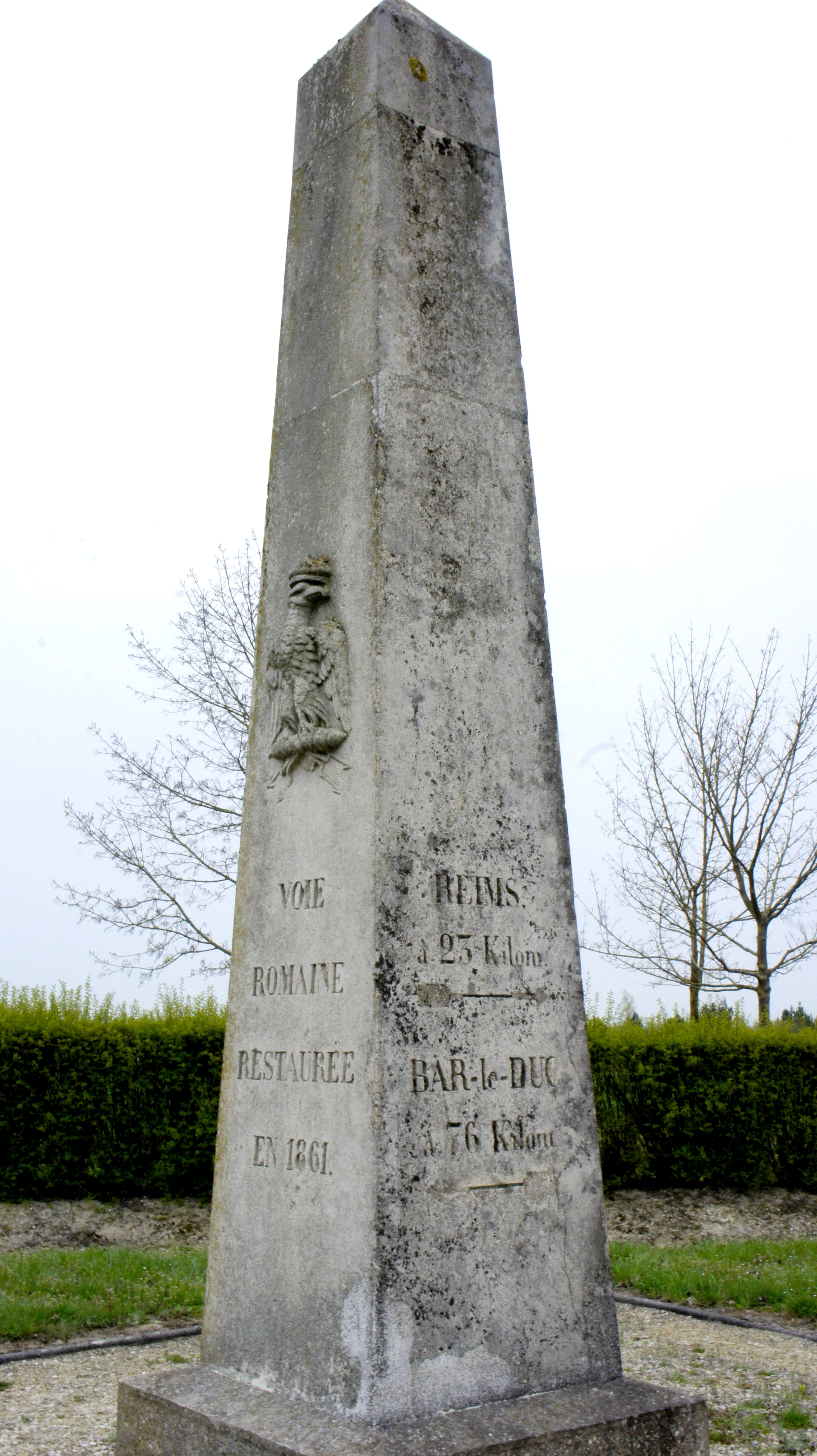
Borne rappelant les bornes milliaires romaines.
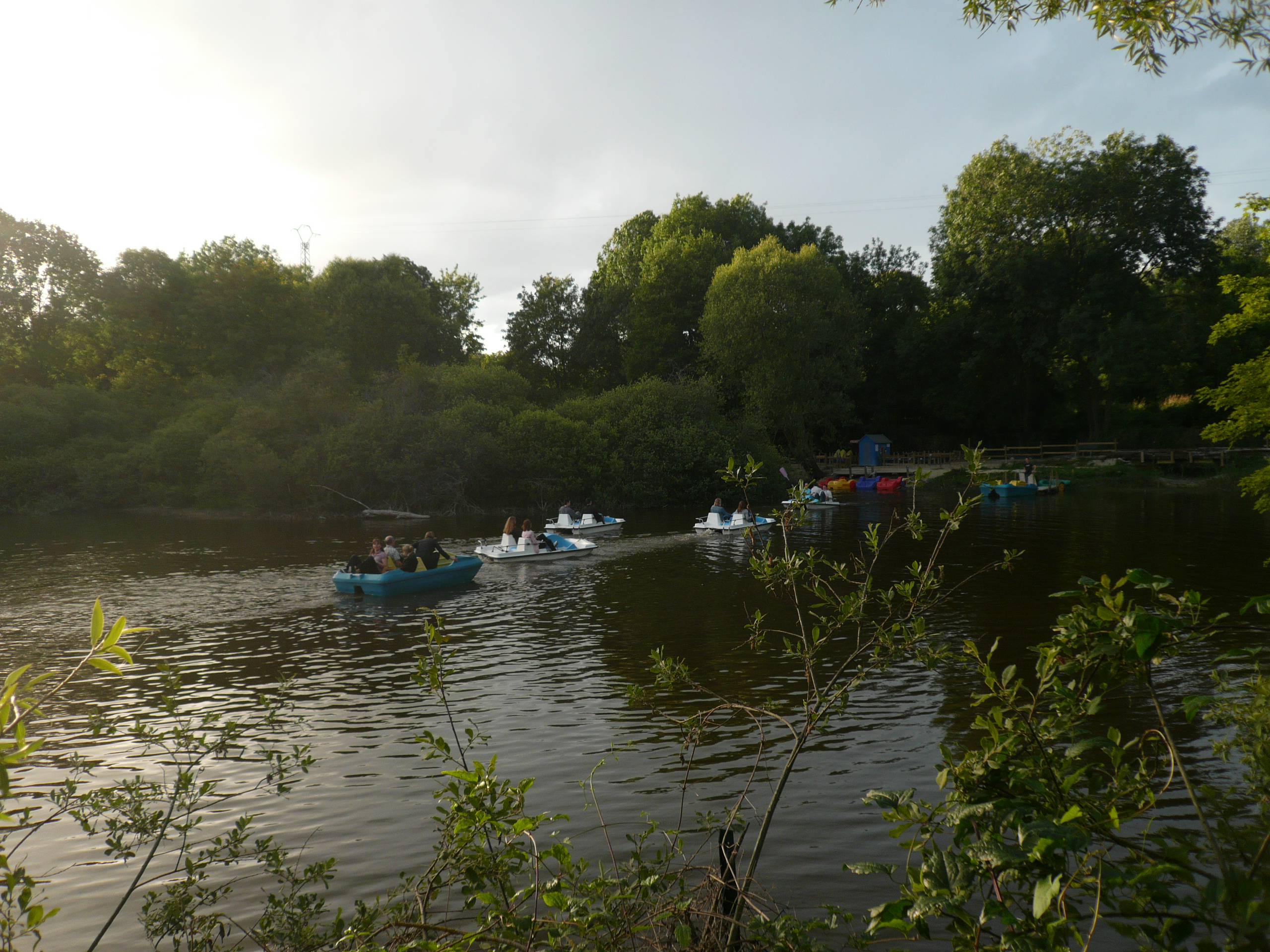
Le parc nature de Grinyland

### Sept-Saulx dans les arts et la culture

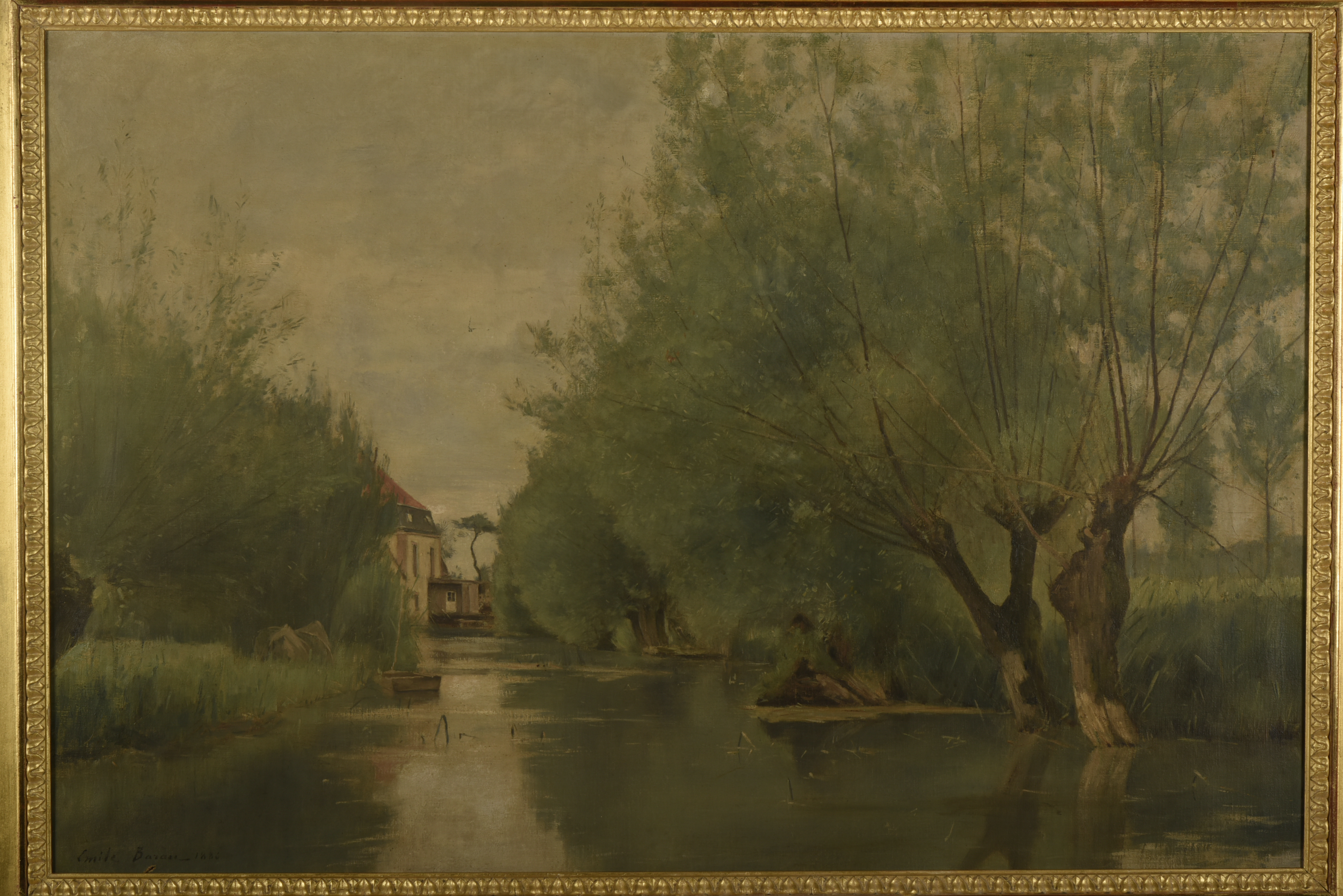
Émile Barau : La Vesle à Sept-Saulx (1886, collection du Musée des Beaux-Arts de Reims).

### Héraldique
| Blason de Sept-Saulx | Blason  | D'or à l'arche de pierre de gueules, enfermant un champ d'argent et en pointe une fasce d'azur sommée d'une vanne d'écluse de sable et accompagnée de sept arbres coupés au naturel ordonnés en un demi cercle ; au chef de sinople chargé de trois fleurs de lys d'or. |
| Blason de Sept-Saulx | Détails | Armes parlantes (sept saules). Le statut officiel du blason reste à déterminer. |

## Pour approfondir